# Park City (Kentucky)
Park City è un comune degli Stati Uniti d'America, situato nello Stato del Kentucky, nella Contea di Barren.